# Harry Hebner
Harry Joseph Hebner (Chicago, 15 juni 1891 – Michigan City (Indiana), 12 oktober 1968) was een Amerikaans zwemmer.

## Biografie
Hebner maakte zijn olympische debuut in 1908 met een bronzen medaille op de 4x200 meter vrije slag.
Tijdens de Olympische Zomerspelen van 1912 won Hebner de gouden medaille op de 100 meter rugslag in een wereldrecord en met zijn ploeggenoten won hij de zilveren medaille op de 4x200 meter vrije slag. Van 1910 tot en met 1917 was Hebner houder van alle wereldrecords op de rugslag.
Tijdens de openingsceremonie van de Olympische Zomerspelen 1920 was Hebner drager van de Amerikaanse vlag. Tijdens deze spelen eindige hij met de Amerikaanse waterpoloploeg als zesde.
In 1968 werd Hebner opgenomen in de International Swimming Hall of Fame.
1908: Arno Bieberstein ·
1912: Harry Hebner ·
1920: Warren Kealoha ·
1924: Warren Kealoha ·
1928: George Kojac ·
1932: Masaji Kiyokawa ·
1936: Adolph Kiefer ·
1948: Allen Stack ·
1952: Yoshinobu Oyakawa ·
1956: David Theile ·
1960: David Theile ·
1968: Roland Matthes ·
1972: Roland Matthes ·
1976: John Naber ·
1980: Bengt Baron ·
1984: Rick Carey ·
1988: Daichi Suzuki ·
1992: Mark Tewksbury ·
1996: Jeff Rouse ·
2000: Lenny Krayzelburg ·
2004: Aaron Peirsol ·
2008: Aaron Peirsol ·
2012: Matt Grevers ·
2016: Ryan Murphy ·
2020: Jevgeni Rylov ·
2024: Thomas Ceccon